# Martyrium (arhitectură)

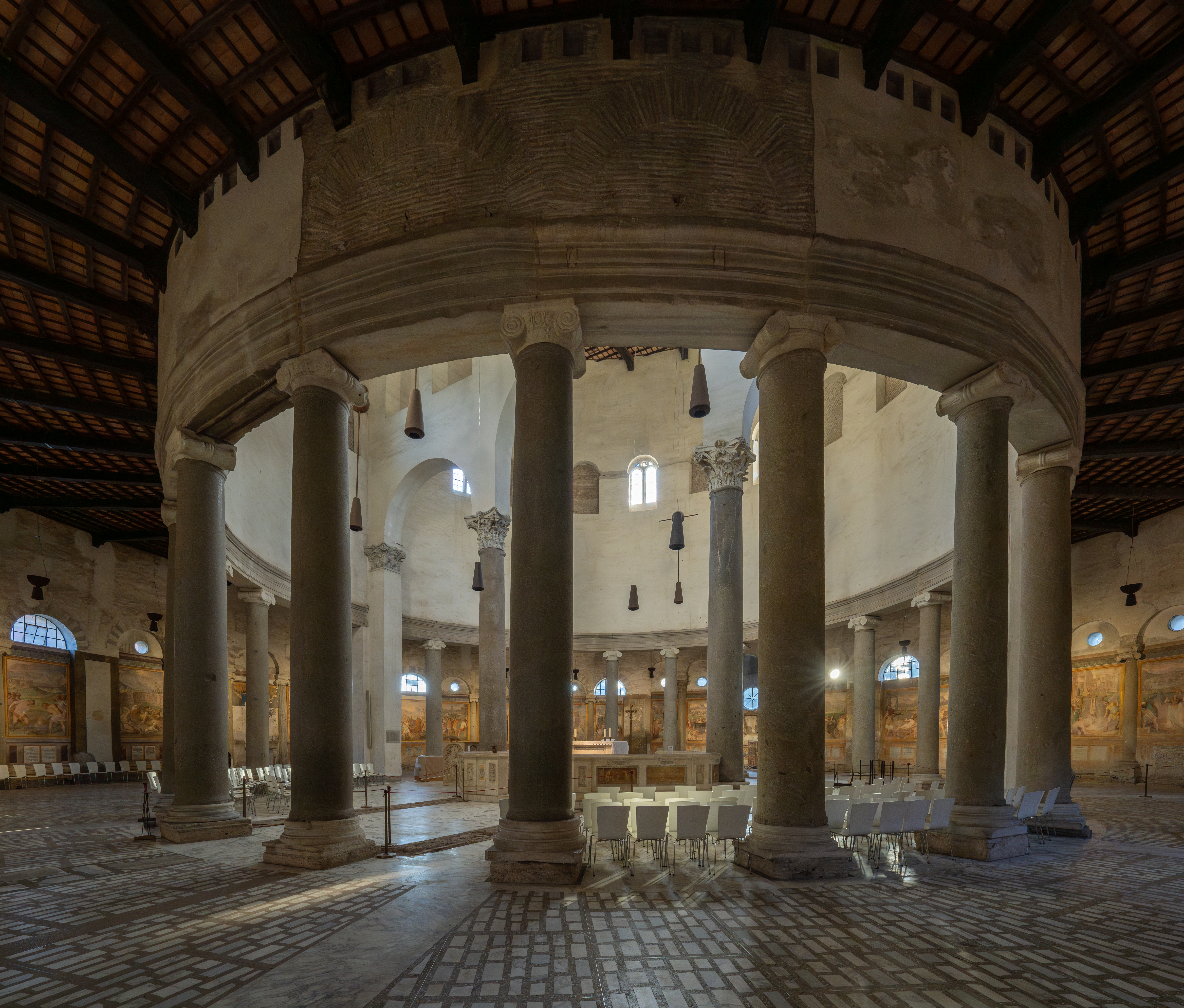
Interior al Bisericii Santo Stefano Rotondo al Celio din Roma.

Un martyrium este un edificiu religios construit pe un sit care mărturisește credința creștină, fie că face referire la un eveniment din viața sau Patimile lui Hristos, fie că adăpostește mormântul unui martir. Inițial, nu avea un plan arhitectural standard, dar adesea adopta modelul arhitectural al mausoleelor păgâne, cu un plan centrat și simetric. Uneori poate fi combinat cu un plan de bazilică, ca în cazul marilor bazilici martirice romane (Bazilica Sfântul Petru, Bazilica Sfântul Paul din afara Zidurilor din Roma).
Exemplul ilustru este Sfântul Mormânt de la Ierusalim.

## Etimologie
În limba română, cuvântul martyrium are etimologie multiplă: franceză, martyrium (în română, „criptă” / „capelă care conține mormântul unui martir”, „în creștinismul primitiv, monument, capelă ridicate în jurul mormântului unui martir”), latina târzie, martyrium (în română, „mormânt al unui martir”), latina ecleziastică (în română, „biserică dedicată unui martir”), martyrium, engleză, martyrium (în română, „sanctuar ridicat în cinstea unui martir”). Formele din franceză și din engleză provin din latină. Forma din latină a fost împrumutată din greaca veche, martyrion (în română, „mărturie”), care este un derivat al cuvântului din greaca veche, martyr (în română, „martor”), formă mai rară a cuvântului martys, „martor”.

## Istoric
Cultul martirilor de către creștini este atestat încă din a doua jumătate a secolului I.  (20008)Relicvele lor erau venerate în cimitire prin celebrarea sfintelor taine deasupra mormintelor lor, iar creștinii cei mai bogați erau înmormântați ad sanctos (în română: „lângă sfinți”) pentru a beneficia de virtuțile acestor martiri. Aceste morminte timpurii nu au putut fi păstrate în timpul persecuțiilor și nu au fost întotdeauna cunoscute. Ca urmare, începând cu secolul al IV-lea, credincioșii și episcopii s-au preocupat să facă noi amenajări în jurul acestor morminte sfinte și chiar să construiască noi monumente funerare, astfel încât acestea să devină centrul unei venerări efective: martyria au fost construite în afara orașelor și apoi în centrele urbane pentru a adăposti relicvarii sau monumente dedicate, memoriæ funerare (mici mausolee), necesare după mutarea și divizarea relicvelor (divizare devenită necesară prin diminuarea numărului de martiri, în urma promulgării de către împărații Constantin I și Licinius a Edictului de la Milano (313), prin care se legaliza Creștinismul în Imperiul Roman).
Puterea taumaturgică, un element esențial al sfințeniei, a rămas activă prin aceste morminte, care au încurajat devoțiunea spontană față de nenumărați martiri locali. Conciliul de la Cartagina din 348 a simțit nevoia de a verifica autenticitatea relicvelor / moaștelor și de a elimina falșii martiri.
Mai târziu, bisericile au început să aducă moaștele sfinților în biserică, mai degrabă decât să plaseze biserica deasupra mormântului; prima mutare de moaște a avut loc în Antiohia, în anul 354, când rămășițele Sfântului Vavila, care se aflau într-un sarcofag, au fost mutate într-o nouă biserică.

## Dezvoltare
Forma arhitecturală a martyrium-ului a fost dezvoltată din arhitectura romană, bazată în principal pe mausoleele imperiale. Constantin cel Mare a aplicat acest stil la Mormântul lui Isus de la Anastasis din Ierusalim (c. 326-380) și la Biserica Sfinții Apostoli din Constantinopol, ridicând totodată mausolee rotunde pentru el însuși și pentru fiicele sale. Primul pas spre crearea unei biserici bazate pe un mausoleu imperial a fost făcut în jurul anului 320, când Constantin a legat ceea ce trebuia să devină propriul mausoleu cu o structură bisericească.
Aceeași formă a fost adoptată ulterior de arhitectura islamică timpurie, care a folosit-o la crearea unui altar cunoscut sub numele de Domul Stâncii din Ierusalim, construit în mare parte în stilul rotondei constantiniene a Bisericii Sfântului Mormânt, cu care a fost menit să creeze un „dialog al altarelor”, în timp ce stă într-o poziție proeminentă, izolată – Muntele Templului.
Biserica martyrium cu plan central a devenit un model pentru bisericile importante care nu conțin relicve importante, cum ar fi „Octogonul de Aur” constantinian din Antiohia, și poate, de asemenea, biserica octogonală din Cezareea Maritima (construită ca. 480–500), San Vitale din Ravenna (526–547) și Capela Palatină din Aachen (ca. 792–805).

## Exemple
Printre martyria care au rămas în ceva asemănător cu forma lor originală se numără următoarele:
- Miezul din secolul al IV-lea al Bazilicii Sfântul Gereon, din Köln, actualmente mult extinsă;
- O clădire cu trei abside deasupra Catacombei Sfântului Calixt din Roma;
- Santo Stefano Rotondo, Roma, sfârșitul secolului al V-lea;
- Bazilica San Lorenzo, Milano, probabil din secolul al IV-lea, deși cea mai veche parte a bisericii care este evidentă în prezent este un mausoleu imperial adiacent din secolul al IV-lea (comparați Santa Costanza din Roma);
- Biserica Sfântului Mormânt, Ierusalim (secolul al IV-lea), pe cel mai important sit creștin, fondat de Sfântul Constantin;
- Biserica Sfântului Simeon Stilitul, Siria, secolul al V-lea, de asemenea foarte mare, acum în ruine;
- Biserica Catismei sau Biserica Scaunului Mariei, secolul al V-lea, pe drumul dintre Ierusalim și Betleem;

Printre alte celebre martyria se numără:
- Martyrium Saint Denis / Martyrium-ul Sfântului Dionisie, Montmartre (< Lat. Mons Martyrium)[18], Paris;
- Martyrium al Sfintei Hripsime a fost înlocuit, în 618, de Biserica Sfânta Hripsime, în același sit, din orașul Ecimiadzin / Vagharshapat, Armenia;
- San Pietro in Montorio, Roma, Italia, care include în curtea sa Tempietto, un mic martyrium comemorativ construit de Donato Bramante.